# Élmer Labog
Élmer Calagui Labog, más conocido como Ka Bong, es un sindicalista filipino y el presidente del Movimiento Primero de Mayo (en tagalo: Kilusang Mayo Uno o KMU).

## Primeros años
Creció en circunstancias duras. En su adolescencia, ha tenido trabajar en la construcción, a pesar de ser estudiante.

## Carrera

### Sindicalismo
Es veterano del movimiento obrero en Filipinas. Como supervisor de un nuevo hotel en su juventud, vio cómo las guardias de seguridad del hotel dispersaban a los trabajadores de construcción que pedían algo de comer. Ya con autoridad formal, acabó con la conmoción, reprendiendo a las guardias: “Estos trabajadores construyeron este hotel con sus propias manos, y son la razón por la que ahora tenéis empleo.” Eventualmente dejó la estabilidad de su cargo supervisorial, y la certeza de una promoción y por fin una vida cómoda, para dedicarse a ser organizador sindical. Por sus actividades, fue despedido de su cargo. Trabajó después como barista en el Hotel Manila, donde llegó a conocer el KMU, al que más tarde se uniría. La detención de los líderes del KMU en 1982 por el ejército le convenció de la llegada de la hora para comprometerse completamente al KMU.

### Política
Decidió participar en la política del país, normalmente caracterizado no solo por una apatía obrera motivado por cinismo sino también por la antipatía de los políticos y ejército. Es un candidato para el senado filipino en las elecciones de 2022. Según los analistas, la prominencia de los sindicalistas como Labog, Norberto Gonzales, Leodegario de Guzmán, Sonny Matula y Luke Espíritu en las elecciones de los últimos años coincide con la desintegración del sistema político filipino, en particular como se lo ha conocido desde la primera revolución amarilla.